# Licia Troisi
Licia Troisi (Roma, 25 de novembro de 1980) é uma escritora italiana. Sua primeira obra foi A Garota Da Terra Do Vento da trilogia Crônicas do Mundo Emerso. Escreveu o livro quando tinha 23 anos. É ainda formada em astrofísica. 

## Biografia
"Eu sempre tive uma imaginação muito fértil. Quando eu era jovem eu me trancava no meu quarto sozinha para inventar histórias (...); Eu acredito que meus livros nasceram ali."— Licia Troisi
Nascida em Roma, Itália, em 25 de novembro de 1980, depois de assitir a gramática da escola Immanuel Kant, em Roma, se formou em física 17 de dezembro de 2004, com especialização em astrofísica  apresentou uma tese sobre galáxias anãs em 2004 da Universidade de Roma Tor Vergata.
Licia é casada, desde 2007, com o professor Giuliano Giuffrida, com quem tem uma filha, Irene.  

## Carreira como escritora
Ela se interessou em fantasia e quadrinhos mangá com cerca de 21 anos, desenvolvendo a trama da série Crônicas do Mundo Emerso aos 23, chegando às livrarias em toda a Itália em Abril de 2004, após dois anos de escrita e correções. A trilogia inteira e todos os livros abaixo foram publicadas pela editora italiana Mondadori.
Ela estreou em 2004 com Nihal della terra del vento (no Brasil traduzido como "A Garota da Terra do Vento"),  primeiro volume da trilogia de fantasia Crônicas do Mundo Emerso, que foi finalista do prêmio Ventisei de literatura fantástica em 2005, na Itália. Originalmente, na sequência da mesma trilogia, a Mondadori publicou na Itália La Missione Di Sennar (no Brasil, "A Missão de Senar") em Outubro de 2004, o segundo livro da trilogia, finalizando com Il Talismano Del Potere (publicado no Brasil como "O Talismã do Poder"), terceiro e último volume da série, em abril de 2005. 
Troisi, então, depois de um curto período de férias e através dos royalties das vendas de sua primeira coleção de livros (com os quais ela conseguia se sustentar, escrevendo em tempo integral), começou a escrever uma segunda trilogia, paralela à primeira, intitulada Le Guerre Del Mondo Emerso (no Brasil traduzida como "As Guerras do Mundo Emerso"), também pela editora Mondadori. A série foi publicada, na Itália, com os volumes La Setta Degli Assassini ("A Seita dos Assassinos" no Brasil) em abril de 2006, Le Due Guerriere (no Brasil "As Duas Guerreiras") em fevereiro de 2007, e Un Nuovo Regno ("Um Novo Reino" no Brasil) em novembro de 2007.
Depois de um período maior afastada do Mundo Emerso — em que Licia se dedicou a outros projetos, incluindo a série La Ragazza Drago (publicado no Brasil como "A Garota Dragão"), uma pentalogia também publicada na Itália pela Mondadori Editrice, nos volumes L'Eredità Di Thuban (2008), L'Albero Di Idhunn (2009), La Clessidra Di Aldibah (2010), I Gemelli Di Kuma (2011) e L'Ultima Battaglia (2012)  —, a autora começou a trabalhar, ainda durante o processo de escrita da série La Ragazza Drago, numa nova trilogia do Mundo Emerso, intitulada Le Leggende del Mondo Emerso (traduzidas como "Lendas do Mundo Emerso" no Brasil), que foram publicados também em três volumes, sendo eles Il Destino Di Adhara (no Brasil, "O Destino de Adhara") de 2008, Figlia Del Sangue ("Filha do Sangue" no Brasil), de 2009 e, por fim, Gli Ultimi Eroi (publicado como "Os Últimos Heróis" no Brasil) em 2010. Assim como todos os seus livros publicados até a presente data, Le Leggende del Mondo Emerso foi publicada originalmente na Itália pela editora Mondadori. Já no Brasil, os livros de Licia Troisi foram publicados pela editora Rocco. Ela se tornou uma das mais populares escritoras do gênero fantasia na Itália.

## Obras publicadas no Brasil
Todos os livros da autora lançados no Brasil foram publicados no país pela Editora Rocco. 
Série Mundo Emerso
- Crônicas do Mundo Emerso
  - A Garota Da Terra Do Vento
  - A Missão de Senar
  - O Talismã do Poder
- Guerras do Mundo Emerso
  - A Seita dos Assassinos
  - As Duas Guerreiras
  - Um Novo Reino
- Lendas do Mundo Emerso
  - O Destino de Adhara
  - Filha do Sangue
  - Os Últimos Heróis

A Garota Dragão
- A Herança de Thuban
- A Árvore de Idhunn
- A Clepsidra de Aldibah

O reino de Nashira
- O sonho de Talitha
- As espadas dos rebeldes